# Marsh Lane
Marsh Lane är en by i Derbyshire i England. Byn ligger 43,1 km 
från Derby. Orten har 871 invånare (2001).